# Richard Berry (herec)
Richard Berry (* 31. července 1950 Paříž) je francouzský divadelní a filmový herec, režisér a scenárista.

## Život a kariéra
Studoval na lyceu Lycée Janson-de-Sailly v Paříži. Už v mladém věku se nadchl pro divadlo, pak vystudoval pařížskou konzervatoř CNSAD, načež začal hrát se souborem Comédie-Française. Působil v něm sedm let, od roku 1973 do roku 1980.
V roce 1972 získal svou první malou filmovou roli ve filmu Absences répétées a hned ve svém druhém filmu Facka se setkal s několika významnými herci, mimo jiné s Linem Venturou nebo Annie Girardotovou. První větší roli dostal v roce 1978 ve filmu Mon premier amour. Později hrál hlavní role v mnoha dalších filmech a během kariéry hrál celkem ve více než 100 filmech. K významnějším nebo známějším snímkům patří například Le petit prince a dit (1992), Un grand cri d'amour (1998), komerčně úspěšná komedie Drž hubu! (Tais-toi!) z roku 2003 nebo další komedie, Dablér z roku 2006.
V roce 2001 se začal věnovat také filmové režii. Zatím nejúspěšnějším snímkem se stal film 22 výstřelů z roku 2010, se Jeanem Renem v hlavní roli.
Ze vztahu s herečkou Catherine Hiegel se mu v roce 1976 narodila dcera. Se sňatku s francouzsko-britskou herečkou Jessiccou Forde se mu v roce 1992 narodila další dcera, herečka Joséphine Berry. Jeho bratr Philippe Berry je sochařem a bývalým manželem herečky Josiane Balasko.
Žije na Montmartru v osmnáctém pařížském obvodu.

## Herecká filmografie (výběr)

### Celovečerní filmy
- 1972 : Absences répétées (Absences répétées), režie Philippe Rousselot
- 1974 : Facka (La Gifle), režie Claude Pinoteau
- 1978 : Mon premier amour (Mon premier amour), režie Elie Chouraqui
- 1981 : Putain d'histoire d'amour (Putain d'histoire d'amour), režie Gilles Béhat
- 1982 : Práskač (La Balance), režie Bob Swaim
- 1982 : Jeden pokoj ve městě (Une chambre en ville), režie Jacques Demy
- 1984 : Děvka (La Garce), režie Christine Pascal
- 1985 : Podivná policie (Spécial police), režie Michel Vianey
- 1986 : Muž a žena po 20 letech (Un homme et une femme, 20 ans déjà), režie Claude Lelouch
- 1989 : Seobe (Seobe), režie Aleksandar Petrović
- 1991 : Můj život je peklo (Ma vie est un enfer), režie Josiane Balasko
- 1991 : Mayrig (Mayrig), režie Henri Verneuil
- 1992 : Le petit prince a dit (Le petit prince a dit), režie Christine Pascal
- 1995 : Volavka (L'Appât), režie Bertrand Tavernier
- 1996 : Někdo to rád holky (Pédale douce), režie Gabriel Aghion
- 1997 : K (K), režie Alexandre Arcady
- 1998 : Un grand cri d'amour (Un grand cri d'amour), režie Josiane Balasko
- 2001 : Tři muži v Bretani (15 août), režie Patrick Alessandrin
- 2002 : Kdybych byl bohatý (Ah! Si j'étais riche), režie Gérard Bitton a Michel Munz
- 2002 : Nový Jean-Claude (Le Nouveau Jean-Claude), režie Didier Tronchet
- 2003 : Drž hubu! (Tais-toi!), režie Francis Veber
- 2006 : Dablér (La Doublure), režie Francis Veber
- 2008 : Klientka (Cliente), režie Josiane Balasko
- 2008 : Křížová palba (Les Insoumis), režie Claude-Michel Rome
- 2007 : Nechci, abys odešla (J'veux pas que tu t'en ailles), režie Bernard Jeanjean
- 2008 : Osina v zadku (L'Emmerdeur), režie Francis Veber
- 2009 : Le Coach (Le Coach), režie Olivier Doran
- 2010 : 22 výstřelů (L'Immortel), režie Richard Berry
- 2011 : Markýz (Le Marquis), režie Dominique Farrugia

### Televize
- 1981 : Poslední noc Marie Stuartovny (La Dernière nuit), televizní film, režie Didier Decoin
- 2003 : Mon voisin du dessus (Mon voisin du dessus), televizní film, režie Laurence Katrian
- 2006 : Hon na člověka (La Chasse à l'homme (Mesrine)), televizní film, režie Arnaud Sélignac
- 2008 : Apartmá pro dva (Une suite pour deux), televizní film, režie Didier Albert
- 2011 : Le Grand restaurant II (Le Grand restaurant II), televizní film, režie Gérard Pullicino

## Režijní filmografie (výběr)
- 2001 : L'Art (délicat) de la séduction (L'Art (délicat) de la séduction)
- 2003 : Já, César (Moi César, 10 ans 1/2, 1m39)
- 2005 : Černá skříňka (La Boîte noire)
- 2010 : 22 výstřelů (L'Immortel)

## Ocenění
Nominace
- 1993: César pro nejlepšího herce za film Le petit prince a dit